# Marnix Wieberdink
Marnix Wieberdink (Elspeet, 10 maart 1971) is een oud-langebaanschaatser en oprichter van de Kia Speed Skating Academy in Inzell.

## Biografie
Na zijn schaatscarrière richtte Wieberdink in 2004 middels SportNavigator.nl zich op de kleine buitenlandse schaatslanden. Met een zwarte bus een grote tent reist Wieberdink met een bonte verzameling schaatsers door Europa voor de trainingskampen en wedstrijden. Bonden en sporters verder helpen is een belangrijke stap voor "ontwikkelingswerk in het internationale schaatsen", maar ook de sport op televisie brengen in landen waar geschaatst wordt en werd. Enkele jaren later richt hij de schaatsacademie in Inzell op, nabij de ijsbaan. Volgens Wieberdink zijn de volgende stappen: het creëren van sfeer voor volle tribunes en het overbrengen van kennis op coaches, in plaats van sleutelen aan het format. Dit vertelde hij tijdens het EK Allround in Tsjeljabinsk toen de discussie over het inwisselen van de 10.000 meter voor een andere slotafstand actueel was. De vele contacten die hij had opgedaan tijdens zijn actieve schaatsloopbaan resulteerden in een trainingsgroep van verschillende nationaliteiten. Deze landen met hun atleten bracht hij in contact met bedrijven als KIA, Clafis en Yacht om de schaatssport mondialer te maken. Tot 2010 heeft hij met deze landen al verschillende kampioenen afgeleverd, zoals de Zuid-Koreaan Kyou-Hyuk Lee.
In 2009 gaf de lokale overheid in Inzell toestemming voor het verbouwen van een voormalig ziekenhuis tot een trainingscentrum met alle benodigde faciliteiten – de huidige schaatsacademie die op 10 maart 2011, bij de eerste dag van de wereldkampioenschappen afstanden in Inzell, haar deuren opende. Coaches die in dienst zijn geweest bij de academie zijn Jeremy Wotherspoon, en de Nederlanders Wim den Elsen en Jan Bos. Vijf jaar later en zestig talenten uit dertig landen later besloot Wieberdink wegens gebrek aan fondsen en steun van de ISU te stoppen met de academie.

## Persoonlijk
Wieberdink is getrouwd met de Russische langebaanschaatsster Svetlana Kajkan. Samen hebben ze een dochter, Sofia-Michelle.

## Trivia
- Na het beëindigen van zijn actieve schaatscarrière wist Wieberdink in de zomer van 2005 zijn persoonlijke records nog aan te scherpen.

## Persoonlijke records
| Afstand    | Tijd    | Datum            | Baan          |
| ---------- | ------- | ---------------- | ------------- |
| 500 meter  | 40,91   | 14 augustus 2005 | Calgary       |
| 1000 meter | 1.19,74 | 14 augustus 2005 | Calgary       |
| 1500 meter | 2.17,0  | 12 januari 1991  | IJsselstadion |
| 3000 meter | 4.58,7  | 5 januari 1991   | IJsselstadion |
| 5000 meter | 8.35,1  | 2 maart 1991     | IJsselstadion |